# Lorenz Diefenbach
Lorenz Diefenbach (ur. 19 lipca 1806 w Ostheim, zm. 28 marca 1883 w Darmstadt) – był niemieckim bibliotekarzem, pastorem, lingwistą i etnologiem oraz pisarzem o charakterze nacjonalistycznym.
Diefenbach był członkiem berlińskiej Akademii Nauk, przyjaźnił się też z Jakubem Grimmem. Stał się jednak znany z powodu swojej książki pt. Arbeit macht frei (Praca czyni wolnym), która została później cynicznie nadużyta przez nazistów. Główny bohater powieści poprzez regularną pracę powraca na drogę cnoty.
Oprócz tego Diefenbach jest autorem wierszy i prac naukowych, w tym badań nad dialektami niemieckimi.

## Dzieła
- Glossarium Latino-Germanicum mediae et infimae aetatis (Frankfurt nad Menem: 1857).
- Novum glossarium latino-germanicum: mediae et infimae aetatis; Beiträge zur wissenschaftlichen Kunde der neulateinischen und der germanischen Sprachen (Frankfurt nad Menem: 1867).
- Vergleichendes Wörterbuch der gotischen Sprache: Lexicon comparativum linguarum indogermanicarum (Frankfurt nad Menem: Baer, 1851; 2 tomy).